# George Wade

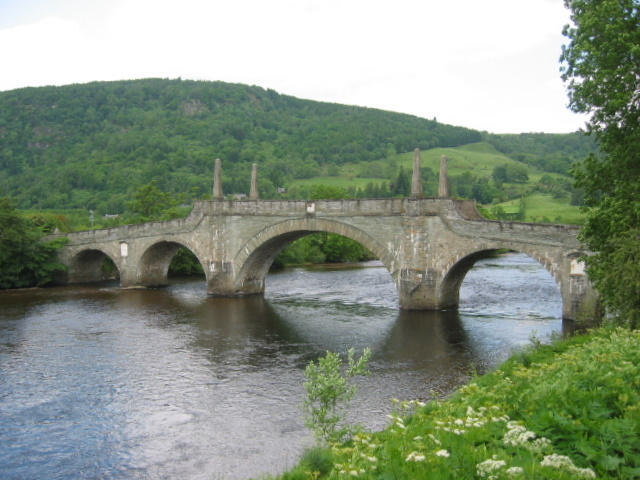
Brug die George Wade liet bouwen.

George Wade (1673 - 14 maart 1748) was een veldmaarschalk van de British Army. Hij was veldmaarschalk in de Negenjarige Oorlog, de Spaanse Successieoorlog, de Jakobitische opstand van 1715, de Oorlog van de Quadruple Alliantie, de Oostenrijkse Successieoorlog en in de Jakobitische opstand van 1745. Hij liet ook goede wegen, bruggen en barakken in Schotland bouwen.

## Militaire loopbaan
- Lieutenant: 10 februari 1693[1]
- Captain: 13 juni 1695[1]
- Major: 20 maart 1703[1]
- Lieutenant colonel: oktober 1703[1]
- Waarnemend (brevet) Colonel: 27 augustus 1704[2]
- Brigadier general: 1 januari 1708[2]
- Major-general: 3 oktober 1714[3]
- Lieutenant general: 15 april 1727[4]
- General: 17 juli 1739[5]
- Field Marshal: 17 december 1743[6]